# Гран-Сассо
Гран-Сассо (італ. Gran Sasso d’Italia — Найвища скеля Італії) — масив в гірській області Абруцци (центральна частина Апенніни). Вершина Корно-Ґранде (2912 м н.р.м.) є найвищою вершиною Апеннінського півострова. Масив розташований в Італії, в регіоні Абруццо, на стику провінцій Л'Аквіла, Пескара, Терамо.
Масив Гран-Сассо входить до складу національного парку Італії: Гран-Сассо-е-Монті-делла-Лага.

## Вершини
Перелік найвищих вершин.
- Корно-Ґранде 2912 м
- Корно-Пікколо[it] 2655 м
- Піццо-Інтермезолі[it] 2635 м
- Монте Корво[it] 2623 м
- Монте Каміція[it] 2564 м
- Монте Прена[it] 2561 м
- Піццо Кефалоне[it] 2533 м